# М-6 Жайвір

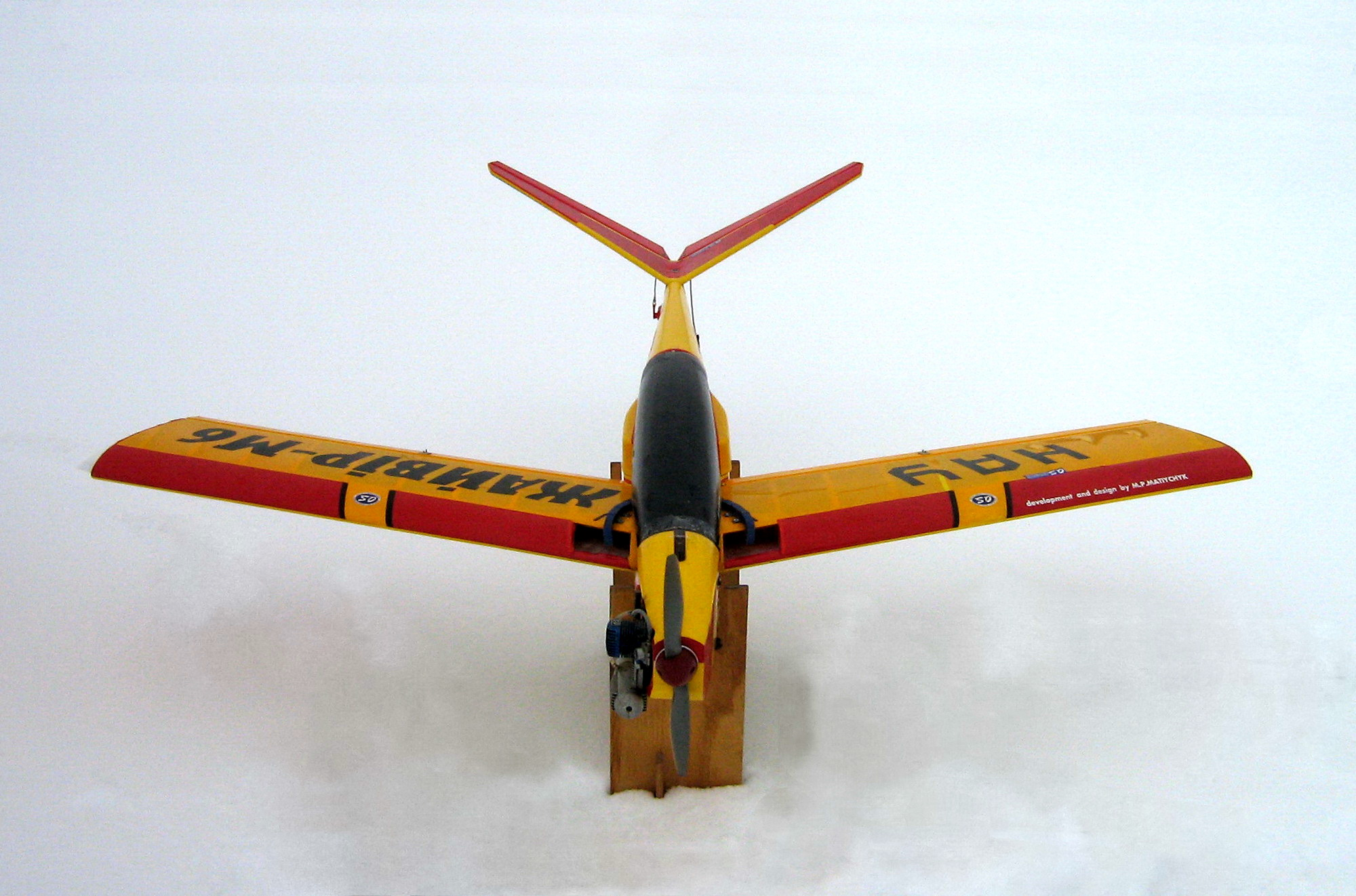
М-6 Жайвір

М-6 «Жайвір» — український безпілотний літальний апарат дистанційного керування. Призначений для біозахисту рослин, картографії, аерофотозйомки і відеоспостереження в реальному часі.
Тривалість польота становить 1 годину.
Комплекс у складі двох БЛА, наземної системи керування літаком, катапультного пристрою і бортових спеціалізованих пристроїв дозволяє проводити роботи за нормальних погодних умов і в нічний час. Передбачений ручний і автоматичний режим керування БЛА. У другому випадку автоматично підтримуються задані параметри курсу, крену, кута тангажа, швидкості польоту і контроль бортового устаткування.

## Конструкція
БПЛА М-6 «Жайвір» зібраний за традиційного компонування із стрілоподібним крилом. Оперення V -подібної схеми. Двигун - поршневий двотактний, такий, що тягне, розташований в носовій частині фюзеляжу.

## Технічна характеристика
- Екіпаж: безпілотний
- Вантажопідйомність: 7 кг
- Довжина: 1,55 м
- Розмах/діаметр гвинта: 1,6 м
- Макс. злітна маса: 10 кг
- Маса палива: 1,5 кг
- Реактивний або гвинтовий: гвинтовий
- Кількість двигунів: 1
- Тип двигуна: поршневий, двотактний
- Потужність квт: 1,7
- Максимальна швидкість: 160 км/год
- Практична стеля: 1000 м
- Довжина розбігу: катапультний старт або з руки